# US-Tieffliegerangriff bei Weimar (27. Februar 1945)
Im Zweiten Weltkrieg griffen am 27. Februar 1945 amerikanische Tiefflieger einen Marschkonvoi alliierter Kriegsgefangener auf der Reichsautobahn westlich von Weimar an. Dabei kamen 117 sowjetische, französische, britische und belgische Kriegsgefangene ums Leben. Sie wurden in Obergrunstedt beigesetzt.

## Ablauf des Geschehens

### Der Angriff

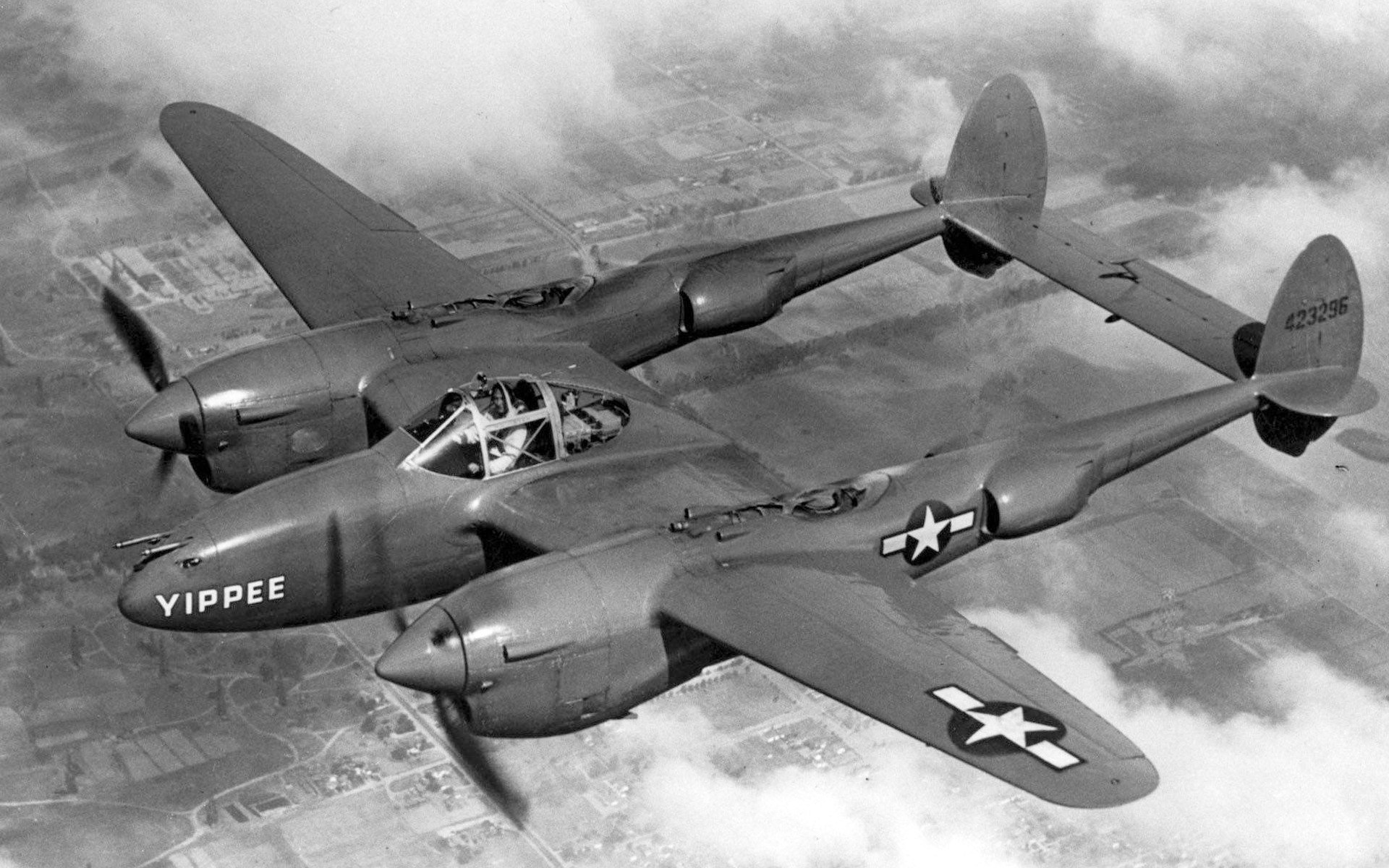
US-Jagdbomber Lightning/Blitz

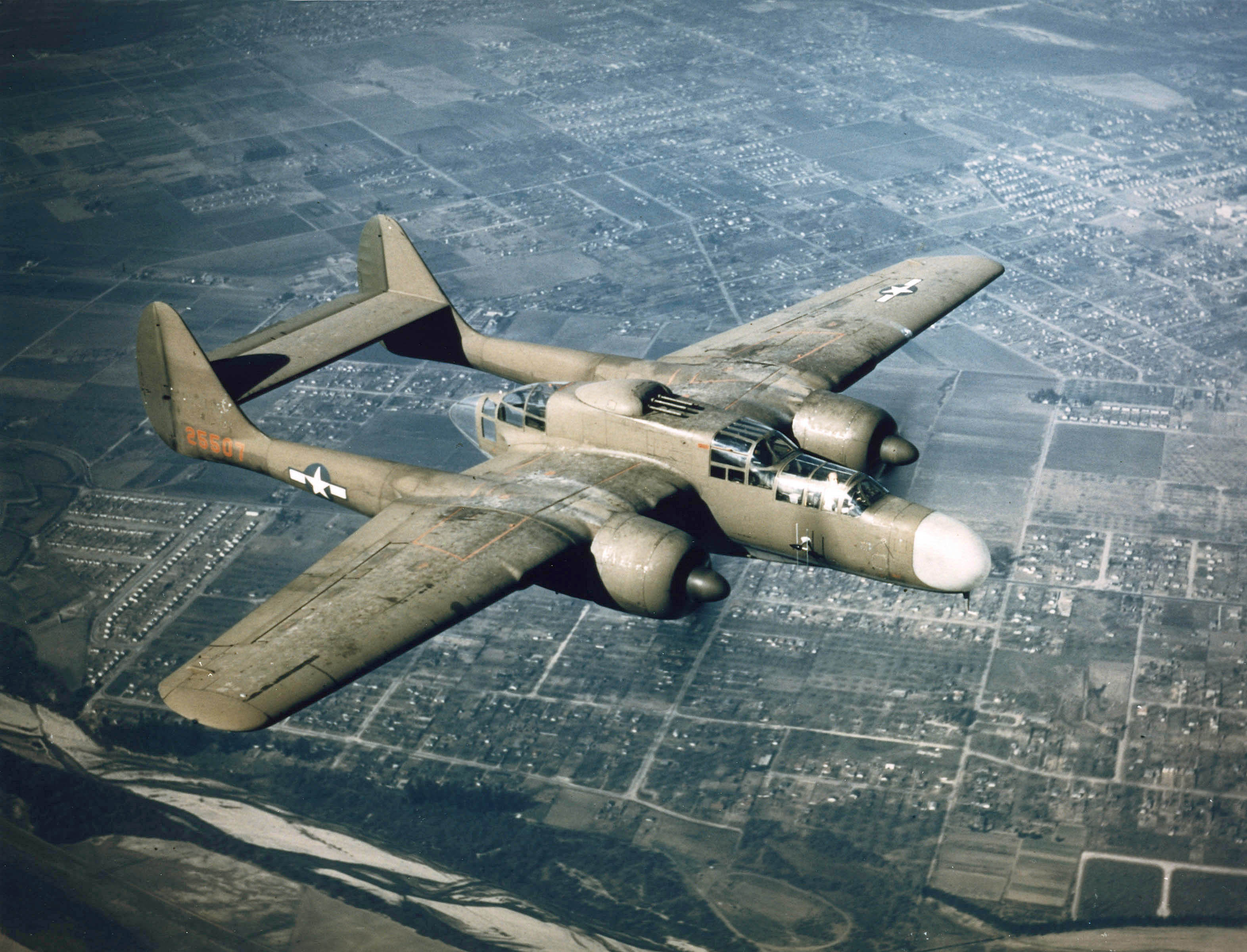
US-Jagdbomber Northrop P-61 Black Widow/Schwarze Witwe

Am 27. Februar 1945 wurde um 12:30 Uhr in Weimar Fliegeralarm ausgelöst; die Entwarnung folgte um 14:50 Uhr. Amerikanische Kampfflugzeuge warfen 5 Spreng- und 500 Stabbrandbomben auf Weimar ab. Parallel dazu griffen Tiefflieger Bahnhöfe im Landkreis Weimar sowie den Fliegerhorst Nohra an. 
Eine Staffel von drei Jagdbombern entdeckte auf der Reichsautobahn zwischen den Anschlussstellen Gelmeroda und Nohra zwei Marschsäulen, die in Richtung Erfurt unterwegs waren, und griffen diese im Tiefflug mit ihren Bordwaffen an. Nach Augenzeugenberichten handelte es sich um Flugzeuge mit doppelten Leitwerksträgern. Danach kommen entweder die einsitzige, zweimotorige Lightning/Blitz („Gabelschwanzteufel“) oder die dreisitzige, zweimotorige Black Widow/Schwarze Witwe in Frage. Beiden Typen wurde „enorme Feuerkraft“ bescheinigt, da sie mit Bordkanonen, Maschinengewehren, Raketen und/oder Bomben bewaffnet waren. Nach Augenzeugen flogen die Maschinen so tief, dass man die Gesichter der Besatzungen sehen konnte.
Einem Teil der Kriegsgefangenen gelang die Flucht in ein benachbartes Kiefernwäldchen. 117 (118) starben vor Ort oder erlagen später ihren Verletzungen. Es handelte sich um 67 Sowjetbürger (sowjetische Kriegsgefangene), 32 Franzosen, 13 Briten und 5 Belgier. 50 (175) Kriegsgefangene wurden zum Teil schwer verwundet. Auch zwei deutsche Soldaten, die den Transport begleiteten, starben, und vier wurden verwundet.
Den Dorfbewohnern bot sich auf und neben der Autobahn ein furchtbares Bild mit den Toten und vielen Schwerverletzten. Die Verwundeten wurden vor Ort und in benachbarten medizinischen Einrichtungen versorgt. Die Einwohner von Obergrunstedt fanden viele Hülsen von großkalibriger Bordmunition.
Falls die Beobachtung mit den doppelten Leitwerksträgern nicht zutrifft, könnte es sich bei den angreifenden Maschinen am ehesten um Langstreckenjagdbomber der Typen Mustang oder Thunderbolt gehandelt haben. 690 dieser Maschinen mit großer Reichweite begleiteten in Mitteldeutschland am 27. Februar 1945 über 1.000 schwere US-Bomber, die Leipzig, Halle und Bitterfeld als Ziele hatten.

### Beisetzung und Gedenken

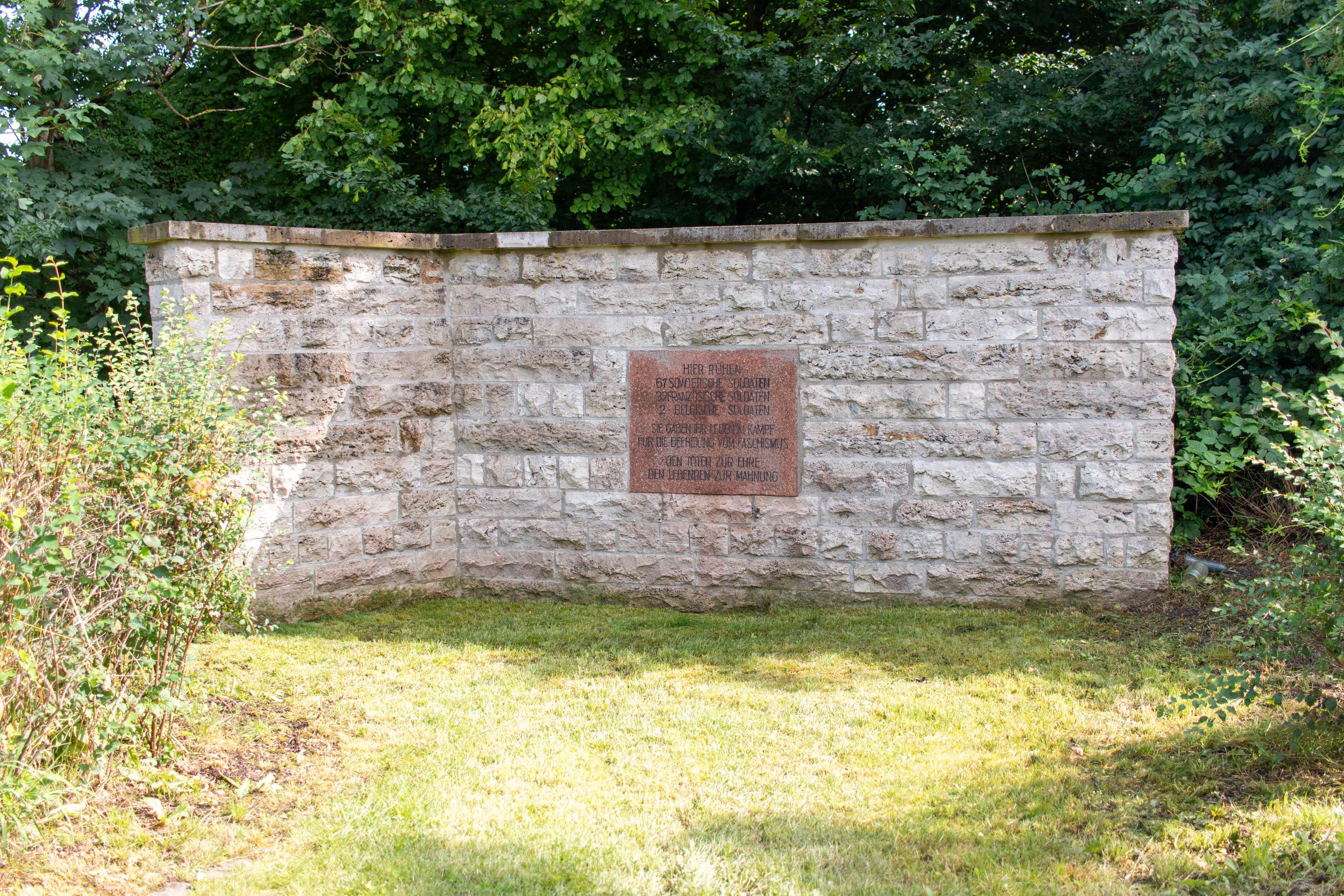
Gedenkstätte für 101 (von 117) Kriegs-gefangenen in Obergrunstedt: Opfer eines US-Tieffliegerangriffs am 27. Februar 1945

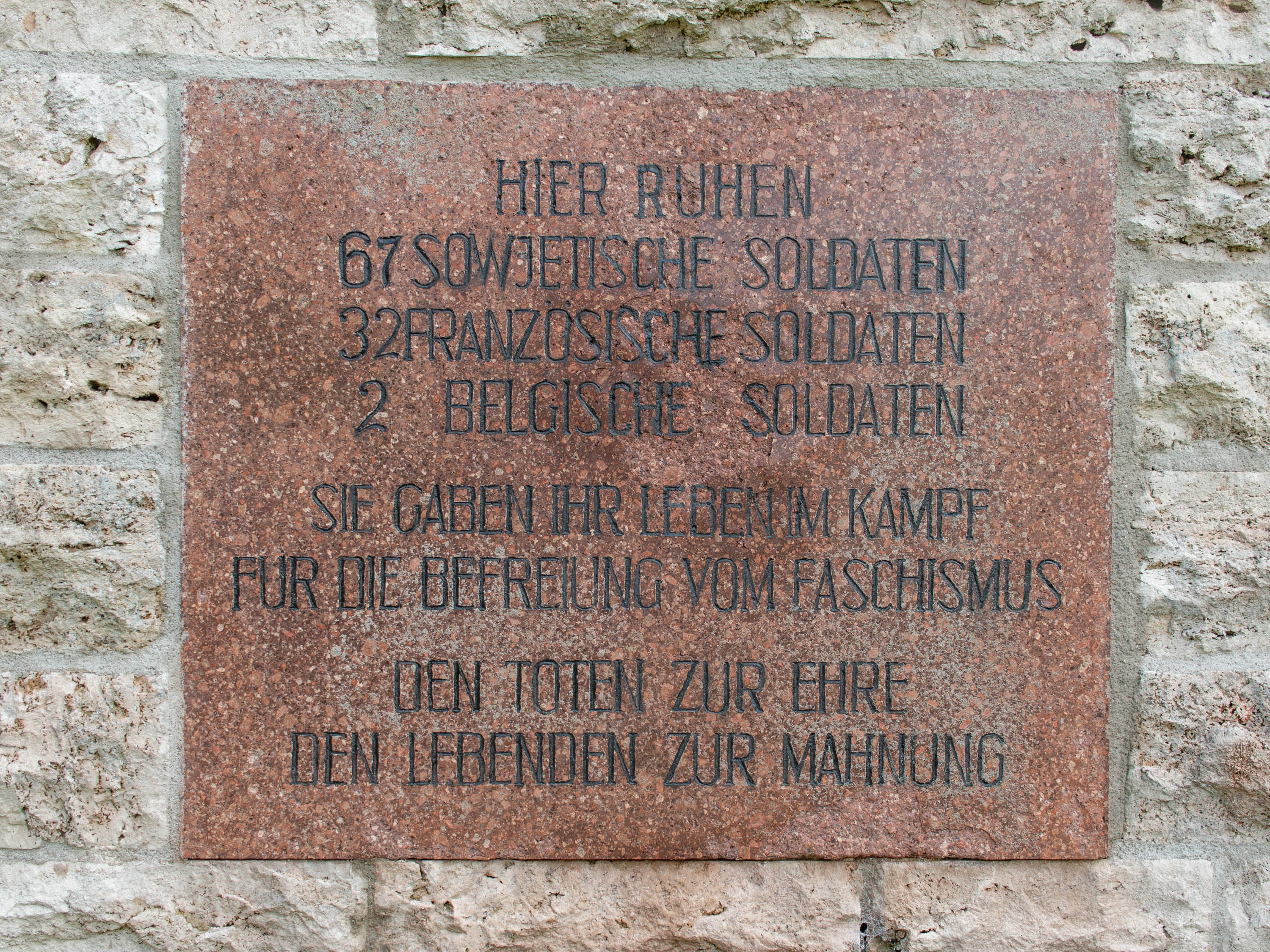
Plakette an der Gedenkstätte

Bauern und Landarbeiter transportierten die toten Kriegsgefangenen mit Fuhrwerken in das benachbarte Dorf Obergrunstedt auf den sogenannten „Gänseplatz“. Dort, direkt unterhalb des Friedhofs, wurden sie bestattet. Das Beerdigungskommando, vermutlich bestehend aus Kriegsgefangenen desselben Konvois, soll drei Wochen mit der Beerdigung beschäftigt gewesen sein und war im Gemeindesaal untergebracht. Für jede Nation wurde zum Abschluss jeweils ein großes Holzkreuz über den Gemeinschaftsgräbern aufgestellt. Die vier Kreuze standen in einer Reihe. Auf je einer Baumscheibe wurden Nationalität und Anzahl der Gefallenen vermerkt. 
Die amerikanische Besatzungsmacht ließ im April 1945 durch zwangsrekrutierte deutsche Männer die Massengräber öffnen. Im Juni 1951 wurden 16 Gefallene (13 Briten und irrtümlich drei Belgier) durch ein Erfurter Bestattungsinstitut exhumiert. Ihre sterblichen Überreste wurden nach West-Berlin zum britischen Soldatenfriedhof Heerstraße überführt. Auf Fotos aus dem Jahr 1951, die nach der Exhumierung der Briten und der Neugestaltung der Anlage entstanden, sind drei Holzkreuze zu erkennen. Eines trug eine Inschrift „Am 27.2.45 durch Fliegerangriff sind 32 Französische und 5 Belgische KGF gestorben“ (KGF steht für Kriegsgefangene).

Zum 20. Jahrestags des Ereignisses wurde 1965 ein Denkmal in Form einer Mauer über den Gräbern errichtet. Eine Tafel trägt für die 101 hier verbliebenen Opfer folgende Inschrift (in Großbuchstaben): 

„Hier ruhen 67 sowjetische Soldaten, 32 französische Soldaten, 2 belgische Soldaten. Sie gaben ihr Leben im Kampf für die Befreiung vom Faschismus. Den Toten zur Ehre, den Lebenden zur Mahnung.“

Die Einweihungsfeier des Denkmals wurde von Salutschüssen sowjetischer Soldaten begleitet. Während der DDR-Zeit fanden jährlich Gedenkfeiern statt, die von „Partei und Staat“ veranstaltet und auch von Aufmärschen der Jungen Pioniere begleitet wurden. 
Nach der Wende 1990 geriet die Grabstätte in Vergessenheit, sie wucherte zu, und die Inschrift war kaum noch lesbar. Der Volksbund Deutsche Kriegsgräberfürsorge in Thüringen, der bis dahin das Massengrab nicht in seiner Liste von 571 Kriegsgräberstätten verzeichnet hatte, wurde durch Heimatfreunde aus Obergrunstedt und Nohra auf die Grabanlage aufmerksam gemacht.
Mit einem freiwilligen Einsatz von Ortsbewohnern, Jugendlichen und Mitarbeitern des Volksbundes wurde 2017 durch Beseitigung von Wildwuchs das Denkmal wieder zugänglich gemacht. Eine grundhafte Sanierung ist vom Volksbund vorgesehen.
Bei der Suche nach dem Massengrab führten Probegrabungen in der unmittelbaren Nähe des Denkmals sowie Untersuchungen mit Georadar im Juni 2020 zu keinem Ergebnis. Die Suche soll weiter in Richtung Gänsewiese fortgesetzt werden. Bis zum Auffinden des Massengrabes ist die Errichtung der geplanten neuen Gedenkstätte verschoben worden.
Im Ort und auf dem Friedhof gibt es keine Hinweistafeln, die auf die benachbarte Kriegsgräberstätte hinweisen. Auch fehlt eine richtigstellende Schilderung am Grab, die den tatsächlichen Ablauf der Tötung der 117 Kriegsgefangenen erläutert.
Die Angabe in einem Standardwerk aus dem Jahr 2003, wonach die Kriegsgefangenen bei einem Bombenangriff auf den Fliegerhorst Nohra am 12. Februar 1945 ums Leben gekommen sein sollen, trifft weder für die Art des Angriffs noch für den Ort oder das Datum zu.